# Trichrous irroratus
Trichrous irroratus là một loài bọ cánh cứng trong họ Cerambycidae.